# Châteauneuf-en-Thymerais
Châteauneuf-en-Thymerais is een gemeente in het Franse departement Eure-et-Loir (regio Centre-Val de Loire). De plaats maakt deel uit van het arrondissement Dreux. Châteauneuf-en-Thymerais telde op 1 januari 2022 2.632 inwoners.

## Geografie
De oppervlakte van Châteauneuf-en-Thymerais bedroeg op 1 januari 2022 4,07 vierkante kilometer; de bevolkingsdichtheid was toen 646,7 inwoners per km².

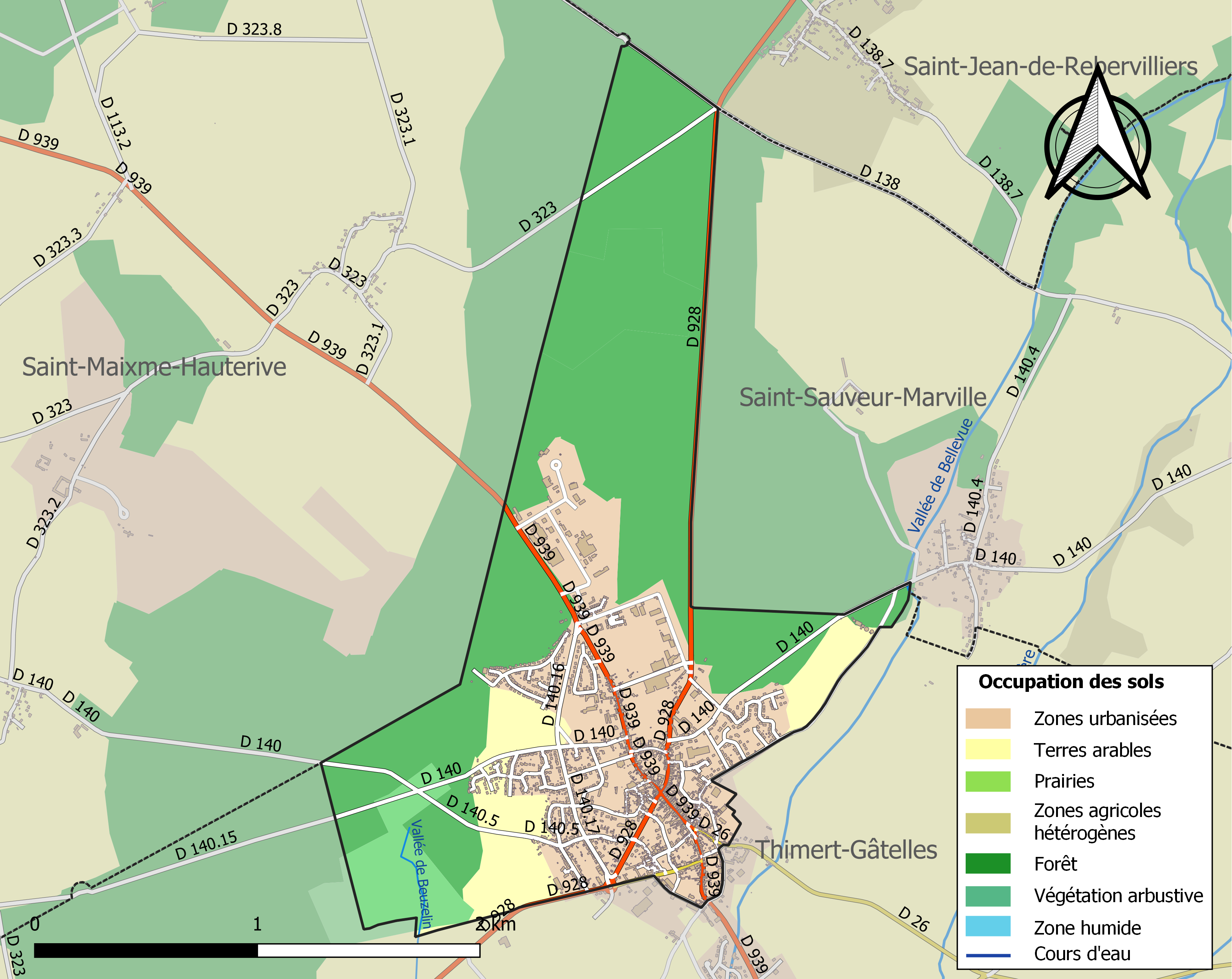
Kaart van de gemeente met belangrijkste infrastructuur, bodemgebruik en omliggende gemeenten

## Demografie
Onderstaande figuur toont het verloop van het inwonertal (bron: INSEE-tellingen).

## Geboren in Châteauneuf-en-Thymerais
- Michel Boisrond (1921-2002), Frans filmregisseur